# Équipement d'interconnexion de réseau informatique
Les équipements d’interconnexion d'un réseau informatique sont les briques constitutives des réseaux informatiques physiques.
L’interconnexion des réseaux c’est la possibilité de faire dialoguer plusieurs sous réseaux initialement isolés, par l’intermédiaire de périphériques spécifiques (récepteur, Concentrateur, pont, Routeur, Modem), ils servent aussi à interconnecter les ordinateurs d’une organisation, d’un campus, d’un établissement scolaire, d’une entreprise. Il est parfois indispensable de les relier.
Dans ce cas, des équipements spécifiques sont nécessaires. Lorsqu'il s’agit de deux réseaux de même type, il suffit de faire passer les trames de l’un vers l’autre. Dans le cas de deux réseaux qui utilisent des protocoles différents, il est nécessaire de procéder à une conversion de protocole avant de transporter les trames (paquet des données).

## Répéteur
C‘est un équipement électronique simple permettant d’amplifier un signal et d’augmenter la taille d’un réseau. Ce n’est pas un organe intelligent capable d’apporter des fonctionnalités supplémentaires, il  ne fait qu’augmenter la longueur du support physique. Il travaille uniquement au niveau physique du modèle OSI.

## Concentrateur (Hub)
Cela permet de concentrer le trafic réseau provenant de plusieurs hôtes, il agit au niveau de la couche physique du modèle OSI. Ils sont en général dotés d'un port spécial appelé "uplink". Il possède 4 ports, 8 ports, 16 ports, 32 ports et le choix de port dépend du nombre de réseau.

## Ponts (bridges)
Les ponts sont des équipements permettant de relier des réseaux travaillant avec le même protocole. Ils travaillent au niveau logique c'est-à-dire au niveau de la couche 2 du modèle OSI (couche liaison). Sa fonction est d'interconnecter deux segments de réseaux distincts, soit de technologies différentes, soit de même technologie, mais physiquement séparés à la conception pour diverses raisons (géographique, extension de site etc.).

## Commutateur (Switch)
Un commutateur réseau (ou Network switch en anglais) est un pont multiport c'est-à-dire qu’il s’agit d’un élément actif agissant au niveau de la couche 2 du modèle OSI.

## Passerelle (Gateway)
C’est un système matériel et logiciel permettant de faire la liaison entre deux réseaux afin de faire l’interface avec le protocole du réseau différent. C’est aussi un interprète.

## Routeur
C'est un dispositif d’interconnexion de réseaux informatiques permettant d’assurer le routage des paquets entre deux réseaux ou plus afin de déterminer le chemin qu’un paquet de données va emprunter. Ils  sont plus puissants : ils sont capables d'interconnecter plusieurs réseaux utilisant le même protocole.

## Vsat
Les réseaux de communications par satellite utilisent une station relais dans l’espace (le satellite) servant à relier (au moins) deux émetteurs/récepteurs hertziens au sol, communément appelés stations terrestres ou stations au sol. Les petites stations terrestres équipées d’antennes dont la taille est comprise en général entre 0,96 m et 2,4 m de diamètre sont appelées « terminaux à très petite ouverture » ou VSAT.